# Anokracja
Anokracja (ang. anocracy) – pośredni między demokracją a autorytaryzmem reżim polityczny (czy też forma rządów). Reżim ten charakteryzuje się np.: pozbawionymi standardów międzynarodowych wyborami, utrudnianiem działalności partii politycznych, skorumpowaniem elit politycznych, czy słabą pozycją niezależnych mediów. Zachowane są przy tym elementy demokracji, takie jak prawa obywatelskie, w tym wolność wypowiedzi, wolność zrzeszania, itp.
Po raz pierwszy wyraz ten pojawił się w pracy Martina Bubera w 1946 r. Pfade in Utopia jako nieobecność rządu, ale brak dominacji. Źródłosłowem było połączenie greckich słów ἀν („brak”) i κρατία („władza”).

## Inne znaczenia
Terminem „anokracja” określa się także państwa, w których władza polityczna jest kontrolowana przez niezależne podmioty. Rząd natomiast nie jest w stanie egzekwować swoich praw. Przykładem są państwa upadłe, np. Syria lub Somalia.